# Amandinea
Amandinea M. Choisy ex Scheid. & M. Mayrhofer (brudziec) – rodzaj grzybów z rodziny pałecznikowatych (Caliciaceae). Ze względu na współżycie z glonami zaliczany jest do grupy  porostów. W Polsce występuje jeden gatunek.

## Systematyka i nazewnictwo
Pozycja w klasyfikacji według Index Fungorum: Caliciaceae, Caliciales, Lecanoromycetidae, Lecanoromycetes, Pezizomycotina, Ascomycota, Fungi.
Synonimy nazwy naukowej: Amandinea M. Choisy.
Nazwa polska według W. Fałtynowicza.

## Niektóre gatunki
- Amandinea coniops (Wahlenb.) M. Choisy ex Scheid. & H. Mayrhofer 1993
- Amandinea efflorescens (Müll. Arg.) Marbach 2000
- Amandinea endochroa (Malme) Marbach 2000
- Amandinea extenuata (Müll. Arg.) Marbach 2000
- Amandinea insperata (Nyl.) H. Mayrhofer & Ropin 2000
- Amandinea punctata (Hoffm.) Coppins & Scheid. 1993 – brudziec kropkowaty
- Amandinea pelidna (Ach.) Fryday & L. Arcadia 2012
- Amandinea subduplicata (Vain.) Marbach 2000
- Amandinea subplicata (Nyl.) Øvstedal 200
- Amandinea turgescens (Tuck.) Marbach 2000

Nazwy naukowe na podstawie Index Fungorum Uwzględniono tylko gatunki zweryfikowane. Nazwy polskie według W. Fałtynowicza.